# Orden (bolsa)
Una orden de bolsa es la petición que realiza un inversor a un Corredor de bolsa para que compre o ponga a la venta acciones u otros valores cotizados en un mercado.

## Tipos de órdenes
Las órdenes se pueden realizar de distintos tipos que determinan como se realizarán las transacciones y a que precio. 

### A mercado
Se ejecuta al precio actual del mercado.

### Limitada
Se limita al precio que indiquemos. Para las compras no será superior al precio y para las ventas no será inferior. Por defecto, las órdenes de apertura de una operación en plataformas en línea son de este tipo, siempre que no sean a mercado.

### Stop
Orden que no se emite hasta que la cotización no llega a un determinado precio. En ese momento pasa a comportarse como una orden a mercado. Por defecto, las órdenes de cierre de una operación en plataformas en línea son de este tipo.

### Stop-Limitada
Orden que no se emite hasta que la cotización llega a un determinado precio. En ese momento pasa a comportarse como una limitada. En esta orden se indican dos precios, el de stop y el del límite. 

### Orden por lo mejor
Asume el mejor precio que ofrezca el mercado en el momento de su edición. En el caso de que al mejor precio no existan títulos suficientes para atender a la propuesta, ésta se satisfará de forma parcial, quedando el resto limitado a dicho precio. En la práctica supone que el operador que recibe una orden de estas características la ejecuta inmediatamente en su totalidad a uno o varios precios.

## Atributos de una orden
Así mismo las órdenes pueden tener determinados atributos que determinan otros aspectos de la transacción y que se pueden añadir a cualquier tipo de orden.

### Todo o nada
Una orden puede ejecutarse parcialmente si la contrapartida no quiere comprar o vender el mismo volumen que la original. Si establecemos una orden "Todo o nada" solo se ejecutará si hay contrapartida suficiente para cubrir todo el volumen de la orden.

### Inmediata
Se indica que se quiere una ejecución inmediata y que si no es posible que se cancele.

### Fecha de vencimiento
Normalmente una orden vence (se cancela automáticamente) al final de la sesión. Sin embargo, muchos mercados se permiten poner una fecha de vencimiento posterior, alargando la vida de dicha orden hasta el final de la sesión de dicho día.